# Cordylus
Cordylus – rodzaj jaszczurek z podrodziny Cordylinae w obrębie rodziny szyszkowcowatych (Cordylidae).

## Zasięg występowania i siedlisko
Rodzaj obejmuje gatunki zamieszkujące suche sawanny południowej i wschodniej Afryki (Etiopia, Demokratyczna Republika Konga, Kenia, Tanzania, Malawi, Zambia, Angola, Namibia, Botswana, Zimbabwe, Mozambik, Eswatini, Lesotho i Południowa Afryka).

## Systematyka
Rodzaj zdefiniował w 1768 roku austriacki przyrodnik i zoolog Josephus Nicolaus Laurenti w publikacji własnego autorstwa poświęconej medycznym i zoologicznym opisom gadów. Gatunkiem typowym jest (absolutna tautonimia) szyszkowiec zwyczajny (C. cordylus).

### Etymologia
- Cordylus: gr. κορδυλη kordulē ‘guz, nabrzmiałość’[6].
- Zonurus: gr. ζωνη zōnē ‘opaska’[7]; -ουρος -ouros ‘-ogonowy’, od ουρα oura ‘ogon’[8]. Gatunek typowy (oznaczenie monotypowe): Lacerta cordylus Linnaeus, 1758.

### Podział systematyczny
Analiza filogenetyczna przeprowadzona przez Stanleya i współpracowników (2011) wykazała, że gatunki tradycyjnie zaliczane do rodzaju Cordylus nie tworzą kladu, który nie obejmowałby również gatunków z rodzajów Chamaesaura i Pseudocordylus. W związku z tym autorzy wydzielili z rodzaju Cordylus nowe rodzaje Smaug, Ninurta, Ouroborus, Karusasaurus i Namazonurus, a także wskrzesili opisany w 1838 roku rodzaj Hemicordylus; w takim ujęciu do rodzaju Cordylus należą następujące gatunki:

- Cordylus angolensis (Bocage, 1895)
- Cordylus beraduccii Broadley & Branch, 2002
- Cordylus cordylus (Linnaeus, 1758) – szyszkowiec zwyczajny
- Cordylus imkeae Mouton & Van Wyk, 1994
- Cordylus jonesii (Boulenger, 1891)
- Cordylus machadoi Laurent, 1964
- Cordylus macropholis (Boulenger, 1910)
- Cordylus marunguensis Greenbaum, Stanley, Kusamba, Moninga, Goldberg & Bursey, 2012
- Cordylus mclachlani Mouton, 1986
- Cordylus meculae Branch, Rödel & Marais, 2005
- Cordylus minor FitzSimons, 1943
- Cordylus momboloensis Bates, Lóbon-Rovira, Stanley, Branch & Pinto, 2023
- Cordylus namakuiyus Stanley, Ceríaco, Bandeira, Valerio, Bates & Branch, 2016
- Cordylus niger Cuvier, 1829
- Cordylus nyikae Broadley & Mouton, 2000
- Cordylus oelofseni Mouton & Van Wyk, 1990
- Cordylus phonolithos Marques, Ceríaco, Stanley, Bandeira, Agarwal & Bauer, 2019
- Cordylus rhodesianus (Hewitt, 1933)
- Cordylus rivae (Boulenger, 1896)
- Cordylus tropidosternum (Cope, 1869) – szyszkowiec tropikalny
- Cordylus ukingensis (Loveridge, 1932)
- Cordylus vittifer (Reichenow, 1887)